# Androzentrismus

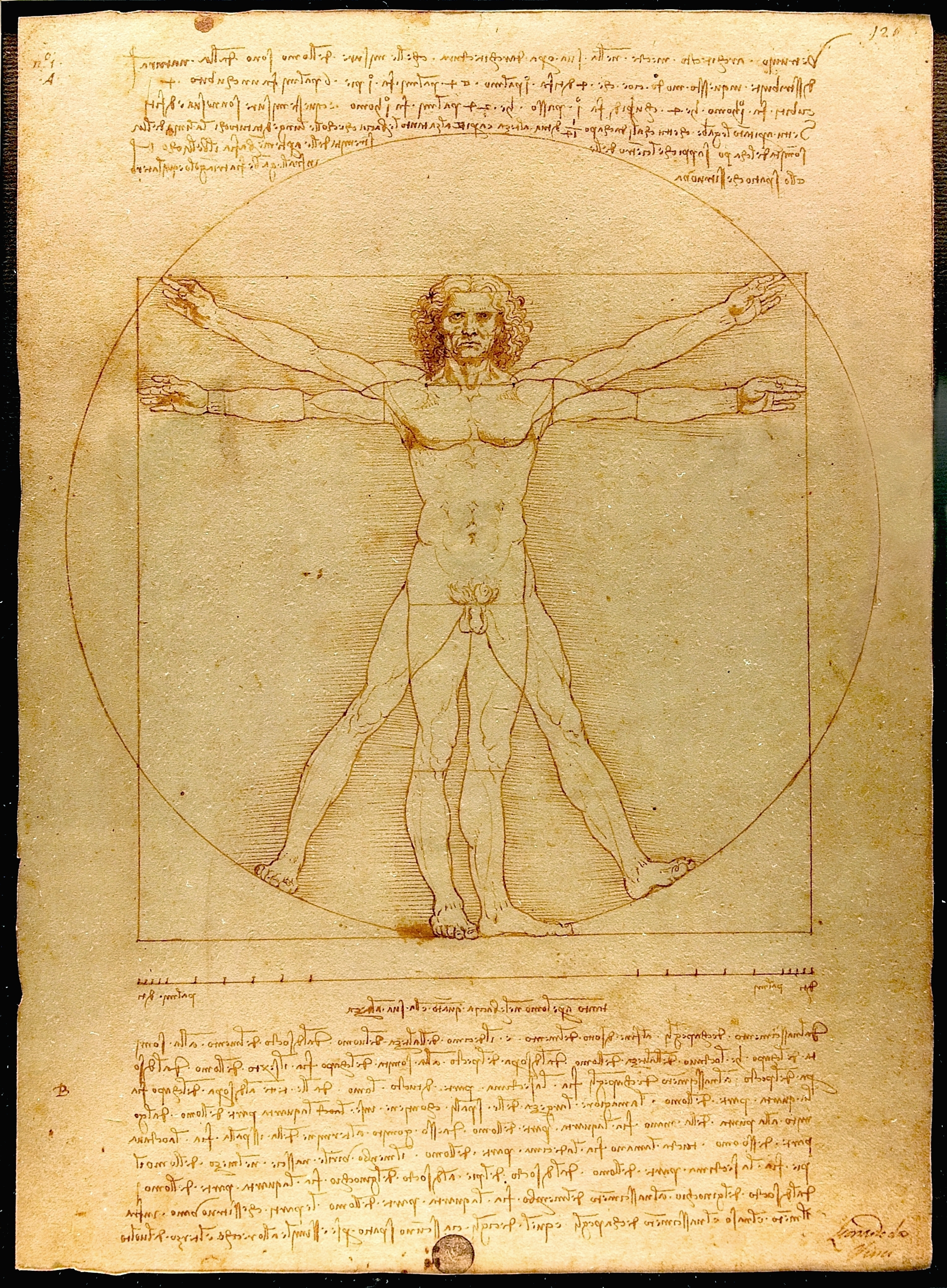
Der vitruvianische Mensch von Leonardo da Vinci (Feder und Tinte auf Papier, um 1490). Der Mann erscheint als normatives Zentrum von Mensch und Wissenschaft.

Als Androzentrismus (von altgriechisch ἀνήρ anḗr, Genitiv ἀνδρός andrós, ‚Mann‘, und „Zentrismus“) wird eine Weltbildern, kulturellen und institutionellen Praktiken zugrundeliegende Sichtweise bezeichnet, die den Mann als Zentrum sieht bzw. männliche Lebensmuster und Denksysteme zur Norm erklärt und so unterschiedslose Generalisierungen von „Mann“ zu „Mensch“ trifft, verbunden mit einem Gender Bias. Andere Geschlechter, vor allem das „Weibliche“, werden dann als Abweichungen und besonders gegenüber dem Allgemein-Menschlichen konstruiert.
Es wird vermutet, dass die Ursache für diese männerzentrierte Sichtweise nicht unbedingt negative Überzeugungen gegenüber Frauen sind, sondern vielmehr gesellschaftliche geteilte kognitive Strukturen, die Männer als typischere Mitglieder der Kategorie „Mensch“ positionieren als Frauen. Androzentrismus wird dennoch mit Hinblick auf seine Auswirkungen als Form des Sexismus angesehen, (auch wenn er sich begrifflich davon trennen lässt) und befindet sich auf demselben Spektrum wie die Misogynie.
Die Beschäftigung mit dem Androzentrismus ist ein zentraler Bestandteil des Feminismus.

## Einordnung
Studien zufolge weisen Männer häufiger androzentrisches Denken auf als Frauen. Androzentrismus wirkt sich dennoch auf die Denkweise aller Menschen aus. In einer Studie von 2022, in der Menschen Bilder von „illusorischen Gesichtern“ gezeigt wurden, also von Objekten, in denen Menschen Gesichter erkennen, wurden beispielsweise 90 % der Objekt-Gesichter im Mittel von den Teilnehmenden als männlich eingeschätzt.
Der geschichtliche Androzentrismus führte in gewissen Fällen bis zur Infragestellung des Mensch-Seins von Frauen. Da in zahlreichen Ländern gewaltvoll und nicht konsensuell über das Leben und den Körper von Frauen entschieden wird, werfen einige Forschende die Frage auf, ob diese Ansicht heute global gesehen bereits völlig verschwunden sei. Aus feministischer Perspektive liefert Androzentrismus die Grundlage für sexualisierte Gewalt gegen Frauen und das Phänomen der Rape Culture.
Androzentrismus versteht den cisgeschlechtlichen Mann als Norm; dadurch werden nicht nur Frauen, sondern allgemein Personen mit anderen geschlechtlichen Identitäten benachteiligt. Hierarchien vom biologischen und sozialen Geschlecht hängen außerdem mit Hierarchien von Sexualität und Ethnie zusammen. Beispielsweise stellt eine Studie von 2024 Ergebnisse vor, die darauf hinweisen, dass es im Durchschnitt einen Bias hin zu weißen Personen als „Norm-Person“ gibt. Androzentrismus steht daher mit Ethnozentrismus, Heteronormativität und Cisnormativität in einer wechselseitigen Beeinflussung.
Zu beachten ist, dass Androzentrismus oft bestimmte Formen traditioneller Männlichkeit auswählt und davon abweichende Selbstverständnisse oder Verhaltensweisen, auch von Männern, ausblendet oder abwertet. Für Männer, die androzentrische Rollenbilder und Verhaltensmuster (selbst-)kritisch hinterfragen, hat sich der Begriff kritische Männlichkeit etabliert, wobei hier auch die Binnenhierarchie zwischen Männern untersucht wird.

### Geschichte des Begriffs
Die Bezeichnung Androzentrismus wurde 1911 in dieser Bedeutung erstmals von Charlotte Perkins Gilman in ihrem Buch The Man-Made World – Or, Our Androcentric Culture verwendet und definiert. Laut Perkins Gilman haben männliche Lebensmuster und Denksysteme den Anspruch der Universalität (Allgemeingültigkeit), während weibliche Lebensmuster und Denksysteme als Devianz (Abweichung) gelten.
1949 verarbeitete die Philosophin Simone de Beauvoir das Konzept in ihrem Buch Das andere Geschlecht, ohne jedoch den Begriff zu benutzen. Dabei liegt de Beauvoirs Leistung darin, zu zeigen, dass geschlechtliche Rollenmuster nicht auf biologische, sondern auf soziale Komponenten zurückzuführen sind. Ihrer Meinung nach hat die Erhöhung des Mannes zur allgemeinen Norm einen Diskurs der Abwertung von Frauen hervorgebracht, der jahrtausende lang Bestand hatte. Sie schrieb: „Die Vorstellung der Welt ist, wie die Welt selbst, das Produkt der Männer: Sie beschreiben sie von ihrem Standpunkt aus, den sie mit dem der absoluten Wahrheit gleichsetzen.“
In den 1980ern bildete sich die feministische Wissenschaftstheorie heraus. Diese versuchte nicht wie einige Ansätze zuvor, neue Disziplinen innerhalb der Wissenschaften zu etablieren, in denen sich Forschende ausdrücklich mit Frauen beschäftigten, sondern kritisierte den herkömmlichen Wissenschaftsbetrieb an sich, da dieser dem eigenen Anspruch an Neutralität und Universalität nicht gerecht werde. Es brauche daher eine feministische Wissenschaft, in der sämtliche Disziplinen daran arbeiten, patriarchales Denken aus ihren Methoden und Theorien zu eliminieren. Aus dieser Kritik ging letztlich die feministische Erkenntnistheorie hervor.
Als Versuch eines Korrektivs im Verhältnis zu einer androzentrischen Welt entstand in den 1970er und 80er Jahren der Gynozentrismus, eine Variante des Differenzfeminismus. Nach seiner Argumentation gibt es eine natürliche Differenz zwischen den Geschlechtern, wobei nur die Anerkennung von und Orientierung an weiblichen Eigenschaften und Tugenden die Überwindung des Patriarchats garantiere. Innerhalb der feministischen Forschung wird der Gynozentrismus kaum noch rezipiert. Antifeministische Gruppen wie beispielsweise Men Going Their Own Way argumentieren jedoch auch heute noch, dass heutige Gesellschaften gynozentrisch und gegen Männer gerichtet seien.

### Feministische Wissenschaftstheorie

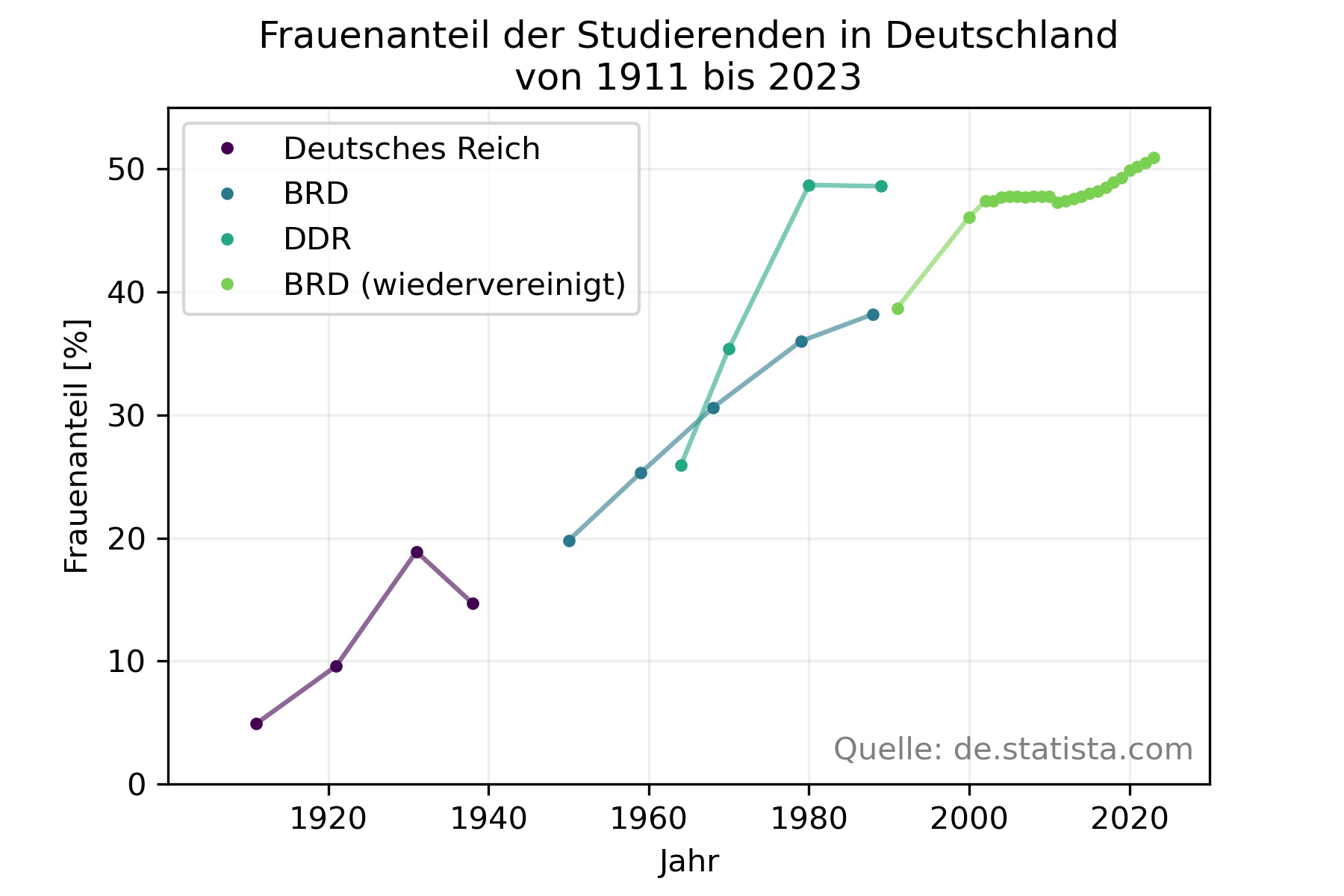
Frauenanteil der Studierenden in Deutschland von 1911 bis 2023 mit den Daten von de.statista.com.

Frauen wurden in den meisten Ländern ihre Menschenrechte lange in großem Umfang verwehrt. In Deutschland beispielsweise errangen Frauen erst Anfang des 20. Jahrhunderts das ihnen zustehende Wahlrecht, Recht auf Erwerbstätigkeit, Recht auf Bildung und Recht, zu studieren. Seitdem ist der Frauenanteil bei den Studierenden in Deutschland nahezu stetig gestiegen und erreichte im Jahr 2020 erstmals die 50 %. Die feministische Wissenschaftskritik stellt in diesem Kontext einen Androzentrismus im Wissenschaftsbetrieb fest, der sich wie folgt äußere: Durch den späten Zugang zu den Universitäten und zum Wissenschaftsbetrieb ist die weibliche Beteiligung insbesondere an der Grundlagenforschung gering. In den grundlegenden Prinzipien der Wissenschaften (z. B. Psychologie oder Medizin) seien daher überwiegend männliche Sichtweisen und Voreingenommenheiten vertreten. Die zu untersuchenden Problemstellungen seien einseitig ausgewählt und definiert. Dadurch sei Wissenschaft nicht universell, sondern habe einen Bias und ihre Objektivität und Rationalität müsse infrage gestellt werden.

## Androzentrismus in den Wissenschaften

### Medizin
In der Medizin lässt sich ein Gender-Data-Gap, meist zu Ungunsten von Frauen nachweisen. Auch bei allgemein transgeschlechtlichen Personen werden Lücken bezüglich des Wissens über ihre Gesundheit beschrieben. Diese Geschlechter-Datenlücke kann zu einer Beeinflussung der Diagnostik führen, sowie zu Fehleinschätzungen bei Medikamentengabe und Dosierung. Ferner können auch Männer durch eine androzentristische (und dadurch von Geschlechterstereotypen geprägte) Humanmedizin benachteiligt sein. Männliche Patienten, die unter Krankheitsbildern leiden, die überwiegend Frauen zugeschrieben werden, wie zum Beispiel Depression oder Osteoporose, werden ebenfalls oft fehldiagnostiziert, da hier die klassischen Symptome an den Symptomen von Frauen festgelegt wurden und Männer oft von diesen abweichen.
Medizinische Forschung wurde in ihren Anfängen nahezu ausschließlich an männlichen Leichen betrieben und so die männliche Anatomie als Standard gesetzt. Man nahm an, dass sich weibliche und männliche Körper außer der Größe und den reproduktiven Merkmalen nicht unterscheiden. Die Frau wurde als „kleiner Mann“ angesehen und kaum erforscht. Mehrere Forschende kommen zu dem Ergebnis, dass die medizinische Forschung auch heute noch einen Gender Bias aufweist; beispielsweise weil in klinischen Studien überproportional viele Probanden männlich und cisgeschlechtlich ist. Dieselben Erkrankungen können jedoch z. B. bei den biologischen Geschlechtern unterschiedliche Symptome hervorrufen und geschlechterspezifische Therapiemaßnahmen nötig machen. Medikamente können bei Patientinnen andere Nebenwirkungen haben oder sogar ganz anders wirken als bei Patienten. Daher kann eine nicht ausreichende Berücksichtigung biologischer Frauen bei klinischen Studien deren Aussagekraft über die Wirkung und Verträglichkeit beeinflussen. Ein prominentes Beispiel ist der Herzinfarkt, bei dem Frauen oft Symptome wie Oberbauchschmerzen oder Übelkeit aufweisen, Männer eher Schmerzen in der Brust und Schulter. Durch eine Unbekanntheit weiblicher Symptome, wurden bzw. werden Herzinfarkte bei Frauen später oder sogar gar nicht erkannt („Yentl-Syndrom“). Aus diesem Grund weisen Frauen eine deutlich höhere Sterberate bei Herzinfarkten auf als Männer. Zusätzlich wird rückwirkend eine Vernachlässigung der Erforschung von Krankheiten, von denen mehrheitlich Frauen betroffen sind, häufig aufgrund mangelnder Finanzierung beschrieben; beispielsweise bei Lupus oder Endometriose.
Lehrbücher mit Abbildungen über die menschliche Anatomie zeigen etwa zweimal häufiger Männer als Frauen. Erst 2022 wurde in einigen Schulbiologiebüchern erstmals eine detailgetreue Abbildung der Klitoris gezeigt. Dettmer et al. machen einen großen Nachholbedarf bei der geschlechtersensiblen Ausbildung medizinischer Fachkräfte aus. Im Jahr 2016 ergab eine Umfrage des deutschen Ärztinnenbundes, dass an den medizinischen Fakultäten häufig keine ausreichende Gewährleistung dafür besteht, ob und wie geschlechterspezifische Medizin als Lehrstoff vermittelt werden. Laut einem Gutachten von 2020 sei ein Bewusstsein für die Relevanz von geschlechtersensiblen Aspekten angekommen und in den Fächern Kardiologie und klinische Pharmakologie einige wichtige gendermedizinische Aspekte in die Lehre integriert, es würden aber noch Defizite bestehen. Die Charité in Berlin ist die einzige medizinische Fakultät in Deutschland mit einem Institut für Geschlechterforschung in der Medizin.

### Psychologie
Einer der wichtigsten Mitbegründer der Psychotherapie war Sigmund Freud, dessen Theorien oft mit dem Mann als Modell und der Frau als Abweichung begannen. Er selbst gab zu, dass Psychoanalysten sich in ihrer Forschung gewohnheitsmäß auf männliche Kinder fokussierten, ohne daraus Konsequenzen zu ziehen. Paul Julius Möbius, von Freud selbst als einen „Vater der Psychotherapie“ bezeichnet, argumentierte in seiner Abhandlung Über den physiologischen Schwachsinn des Weibes, dass Frauen nicht studieren dürfen sollten. Er schrieb:

„Aller Fortschritt geht vom Manne aus. Deshalb hängt das Weib vielfach wie ein Bleigewicht an ihm; ... sie sind moralisch einseitig oder defect. [...] Wäre das Weib nicht körperlich und geistig schwach, [...] so wäre es höchst gefährlich.“

Die Schriftstellerin Johanna Elberskirchen urteilte in einer Gegenschrift: „Tatsache ist, daß die Gelehrten gegenüber dem Weibe in ihrem Urteil zu sehr Mann und zu wenig oder gar nicht wissenschaftlich urteilender Mensch sind. “
Frauen errangen dennoch das Menschenrecht, zu studieren. Schon die ersten Frauen in der Psychologie, wie Mary Calkins und Leta Hollingworth, kritisierten, dass Studien zu Frauen in der Psychologie fehlten. In den 1960er Jahren begannen sowohl Frauen als auch Männer, einen androzentristischen Bias in der Psychologie zu untersuchen und ihm entgegenzuwirken. Sie argumentierten, dass nur ein ausreichendes Miteinbeziehen der Perspektiven von weiblichen Menschen den Zugang dazu erlaubt, in der Psychologie das ganze Spektrum dessen zu verstehen, was es bedeutet, ein Mensch zu sein. Seit den 1970er Jahren ist die zentrale Ansicht die, dass es einen androzentristischen Bias in der Psychologie gab, der die Fähigkeit beeinträchtigte, Menschen zu verstehen und sich auf die heutige Psychologie auswirkt. Nur vereinzelt besteht in der Psychologie Widerstand gegen diese Ansicht. Rückwirkend wird beispielsweise der Biologische Determinismus, der z. B. Frauen eine biologisch-inhärente geringere Fähigkeit zur Rationalität zuschreibt, als Versuch der Rechtfertigung und Naturalisierung der damaligen patriarchal-sexistischen Kultur eingeordnet, ähnlich der Rassentheorie als Rechtfertigung einer damaligen rassistischen Kultur. Trotz dieser Einordnung werden insofern beeinflusste Ergebnisse teilweise weiterhin reproduziert. In der Neurowissenschaft z. B. wurde Forschung zu Unterschieden zwischen männlichen und weiblichen Gehirnen weitaus häufiger verfolgt, gefördert und in der Medienberichterstattung referenziert als Forschung zu Mehrdeutigkeiten und Ähnlichkeiten der Gehirne von Frauen und Männern. Cordelia Fine prägte in diesem Zusammenhang den Begriff „Neurosexismus“.
Peter Hegarty und Carmen Buechel untersuchten 2006 psychologische Veröffentlichungen in APA Journals im Zeitraum 1965 bis 2004. Nach ihnen beziehen sich Erklärungen zu Geschlechtsunterschieden signifikant häufiger auf Eigenschaften von Frauen. Die meisten Tabellen und Diagramme, die Geschlechtsunterschiede darstellten, positionierten laut der Studie die Daten von Männern vor denen von Frauen – außer wenn es um Geschlechtsunterschiede bei Eltern ging. Nach Hegarty und Buechel berichten, erklären und präsentieren sowohl weibliche als auch männliche Psychologen Geschlechtsunterschiede weiterhin auf androzentrische Weise.
Frühe rezipierte Untersuchungen an Neurodiversitäten wie Autismus und ADHS untersuchten fast ausschließlich Jungen. Heute gehen einige Studien davon aus, dass es in der Diagnostik von z. B. Autismus einen Genderbias zu Ungunsten von Mädchen und Frauen gibt, d. h. dass sie unterdiagnostiziert und fehldiagnostiziert werden, was dazu führt, dass diese Menschen nicht die benötigte Hilfe erhalten.

### Geschichtswissenschaft
In der Geschichtswissenschaft sind Frauen unterrepräsentiert. Zwischen 2010 und 2021 stagnierte die Zahl der mit Männern besetzen Geschichtsprofessuren in den USA beispielsweise bei 68–69 %. Von 614 populären Geschichtsbüchern in 2015 waren etwa 76 % der Autoren männlich und rund 72 % der Bibliographien hatten einen Mann zum Thema. Bis ins späte 19. Jahrhundert hinein lehnte eine Vielzahl von Historikern die Partizipation von Frauen an der Geschichtswissenschaft vehement ab und sah diese als eine rein männliche Disziplin an.
In der Rezeption historischer Ereignisse werden nicht-männliche Personen oft vergessen. Beispielsweise bezieht sich das Gedenken an Widerstandskämpfende im NS-Regime oft ausschließlich auf Männer, obwohl fast jeder siebte Widerständler eine Frau war. Auch im von Deutschland besetzen Polen waren zahlreiche Frauen in Partisanenkämpfen und in den Ghettos aktiv, die jedoch in der Erinnerungskultur kaum eine Rolle spielen. Dieses Vergessen zeigt sich auch in der Benennung von Straßen und Denkmälern und dem damit verbundenen Erinnern an Personen. In Deutschland sind rund sechsmal so viele Straßen nach Männern benannt wie nach Frauen. Um dem Umstand, dass Frauen in der Geschichtsschreibung kaum genannt werden, entgegenzuwirken, entstand in den 1970er Jahren die Frauengeschichte als Teilbereich der Geschichtswissenschaft. Diese wird auch Herstory (ein Wortspiel, in dem das gleichlautende englische Possessivpronomen his, „sein(e)“, durch her, „ihr(e)“ ersetzt wird) genannt.
Ein weiteres Beispiel ist die Ägyptologie, die ebenfalls durch den Androzentrismus beeinflusst ist. Es wird häufig ohne Überprüfung angenommen, dass heutige gesellschaftliche Rollenbilder für die Geschlechter auf die Gesellschaft des alten Ägypten übertragbar seien.  Frauen werden oft essentialistisch als homogene Gruppe gedacht und feministische und queertheoretische Ansätze sind eher unterrepräsentiert. Außerdem geht es in ägyptologischen Arbeiten, in denen von Geschlecht die Rede ist, fast ausschließlich um Frauen und Weiblichkeit.

### Anthropologie
Über die vorzivilisatorische Arbeitsaufteilung in „Jäger“ und „Sammler“ hält sich der Mythos, dass die allermeisten Jäger Männer waren. Dieser Mythos basiert aber zu großen Teilen darauf, dass zu Zeiten, in denen von Skelettüberresten noch nicht das Geschlecht ermittelt werden konnte, einfach angenommen wurde, dass Gräber, in denen Waffen gefunden wurden, Männern gehörten. Es gilt als bewiesen, dass dadurch der Anteil der Frauen bei den Jägern systematisch und substanziell unterschätzt wurde und es ist möglich, dass tatsächlich bis zu 50 % der Jäger Frauen waren.

### Produktentwicklung
In ihrem Buch Unsichtbare Frauen schreibt Caroline Criado-Perez, dass als geschlechterneutral vermarktete Produkte in Wahrheit häufig auf Männer zugeschnitten seien. Sie listet verschiedene Beispiele dafür, dass in der bisher männerdominierten Technologie Szene häufig implizit der Mann als Norm für den Menschen gilt.
Z.B. war Apples Software Siri in ihrem Anfangsstadium dazu in der Lage, Prostituierte und Anbieter von Viagra zu finden, aber keine Abtreibungskliniken. Sie konnte bei einer Herzattacke helfen, nicht aber beim Hilfegesuch „Ich wurde vergewaltigt.“ Die Apple Health App von 2014, die als „umfassendes Tool für Gesundheitsdaten“ vermarktet wurde, erfasste verschiedenste Gesundheitsmarker aber nicht den Menstruationszyklus. Smartwatches, Virtual-Reality-Headsets und haptische Jacken sind überwiegend für die durchschnittliche Handgelenks-, Kopf- und Torsogröße von Männern designed und dann für Frauen unpassend oder unbequem. Im Fall von VR-Headsets erhöht dies zudem möglicherweise das Risiko für Kinetose für Frauen. Die Messung des Kalorienverbrauchs auf Laufbändern fußt häufig auf dem männlichen Durchschnittsgewicht und passt daher besser auf den Durchschnittsmann. Passive Tracking-Apps werden meist unter der Annahme gestaltet, die Person trage das Smartphone in der Hosentasche. Die Taschen von Hosen, die für Frauen vermarktet werden, sind aber in der Regel zu klein für ein Smartphone.
Auto-Crashtest-Dummys wurden in den 1950er-Jahren entwickelt und orientierten sich jahrzehntelang am Durchschnittsmann. Der am häufigsten verwendete Dummy ist 1,77 Meter groß und wiegt 76 Kilogramm, womit er deutlich größer und schwerer ist als die Durchschnittsfrau. Dadurch sind z. B. moderne Autositze tendenziell zu hart, um Frauen gegen Schleudertraumen zu schützen: Die Sitze schleudern Frauen schneller nach vorn als Männer, weil die Rückenlehne den meist leichteren Körpern der Frauen nicht nachgibt. In den 1980er-Jahren kam die Idee auf, dass bei regulatorischen Tests auch ein Dummy der Durchschnittsfrau eingesetzt werden sollte. In den USA wurde dennoch erst 2011 erstmals ein weiblicher Dummy eingesetzt. Weiterhin ist dieser häufig nur ein kleinerer und leichterer männlicher Dummy und damit, z. B. durch die unterschiedliche Gewichtsverteilung der Geschlechter, kein anthropometrisch korrektes Modell für Frauen. Außerdem wird der weibliche Dummy oft nur auf dem Beifahrersitz getestet und nicht als Fahrerin. Um die allgemeine erwachsene Bevölkerung zu repräsentieren, werden weiterhin nur die männlichen Dummies eingesetzt. Die Mehrheit der Schwerverletzten bei Autounfällen sind Männer, weil sie häufiger als Frauen in Autounfälle verwickelt sind. Wenn eine Frau jedoch an einem Autounfall beteiligt ist, wird sie mit 71 % höherer Wahrscheinlichkeit als ein Mann mittelschwer verletzt und mit 47 % höherer Wahrscheinlichkeit schwer verletzt, selbst wenn Faktoren wie Größe, Gewicht, Benutzung des Anschnallgurts und Intensität des Aufpralls rausgerechnet werden. Nach einem Bericht der US-Bundesbehörde NHTSA ist die Wahrscheinlichkeit, bei einem Autounfall zu sterben für eine Frau um 17 % höher als für einen Mann.

## Androzentrismus in den Gesellschaften

### Kulturgeschichte
Eine z. T. bestimmende androzentristische Perspektive in der kulturellen Hauptströmung der westlichen Welt lässt sich schon im späten römischen und byzantinischen Zeitalter nachweisen. Die römischen und frühbyzantinischen Vorstellungen von Tugend und Laster waren eng mit ihren Vorstellungen von Geschlechterunterschieden verbunden. Es gab kaum einen Unterschied zwischen menschlichen Idealverhalten und Definitionen von Männlichkeit.
Im Zuge der Querelle des femmes wurde u. a. auch darüber debattiert, ob Frauen als Menschen zu sehen seien. Ein Beispiel hierfür ist die Schrift Ob die Weiber Menschen seyn, oder nicht? von 1595.
Die in der Aufklärung stark werdende Idee von allgemeinen Menschenrechten wurde zumeist nur auf weiße Männer und nicht auf Frauen bezogen, obwohl sie explizit „allgemeine Menschenrechte“ genannt wurden. So galt beispielsweise die Erklärung der Menschen- und Bürgerrechte der französischen Nationalversammlung von 1789, die eine Gültigkeit „für alle Menschen“ betont, nur für Männer. Aus diesem Grund forderte die Revolutionärin und Frauenrechtlerin Olympe de Gouges 1791 mit der Erklärung der Rechte der Frau und Bürgerin eine rechtliche Gleichheit von Frau und Mann. Diese Forderung wurde aber zunächst politisch ignoriert und de Gouges 1793 hingerichtet.

### Trennung von Öffentlichkeit und Privatheit
Innerhalb der feministischen Politikwissenschaft gilt die Trennung zwischen Öffentlichkeit und Privatheit als androzentrisch. Als sich ab Ende des 18. Jahrhunderts die bürgerliche Gesellschaft ausbildete, wurde der Ausschluss von Frauen aus dem Politikbetrieb damit gerechtfertigt, dass es eine „natürliche“ Geschlechterdifferenz gebe. Der weibliche Körper und seine vermeintliche Andersartigkeit wurden somit als Begründung herangezogen, um Frauen von der politischen Meinungsbildung auszuschließen. Gundula Ludwig argumentiert hierauf aufbauend, dass diese Maskulinisierung der öffentlichen Sphäre eine Feminisierung der privaten Sphäre voraussetzte. Diese Vergeschlechtlichung von Öffentlichkeit und Privatheit habe der Legitimation der Aufrechterhaltung patriarchaler Machtverhältnisse gedient. Nur aufgrund dieser androzentrischen und heteronormativen Trennung könne der Staat beispielsweise die Zuständigkeit für Sorgearbeit an die private Sphäre und damit mehrheitlich an Frauen delegieren.
Birgit Sauer sieht im Neoliberalismus und seiner Fokussierung auf Erwerbsarbeit ebenfalls eine androzentrische Komponente. Diese führe zwar dazu, dass mehr Frauen am Erwerbsmarkt partizipieren, eine Aufwertung der im Privaten geleisteten Hausarbeit finde jedoch nicht statt. So bleibe die Hausarbeit weiblich konnotiert, was dazu führe, dass Frauen zwar mehr Erwerbsarbeit leisten, Männer aber nicht mehr Sorgearbeit.

### Religionen
Es lässt sich eine Reihe von Beispielen aus vielen verschiedenen Religionen anführen, in denen Frauen als eine vermeintliche Sonderkategorie behandelt werden, die besonderer Erklärung bedarf.
Aus Sicht der feministischen Theologie ist der christliche Gott grammatisch und assoziativ eindeutig männlich, da „er“ als „Vater“ oder „Herr“ bezeichnet wird. Für Thomas von Aquin ergibt sich die Männlichkeit Jesu unmittelbar aus der Tatsache, dass der Mann der normative oder „vollkommene“ Ausdruck der menschlichen Gattung sei, während die Frau nicht-normativ und fehlerhaft sei:

„Die Frau ist ein Missgriff der Natur […] mit ihrem Feuchtigkeits-Überschuß und ihrer Untertemperatur körperlich und geistig minderwertiger […] eine Art verstümmelter, verfehlter, mißlungener Mann […] die volle Verwirklichung der menschlichen Art ist nur der Mann.“

Androzentrismus wurde nicht nur dem Gottesverständnis des Christen- und Judentums vorgeworfen, sondern lässt sich laut einigen Forschenden teilweise auch im Konfuzianismus, Islam und Hinduismus wiederfinden. Androzentrische Sichtweisen können die Ausformung religiöser Aussagen beeinflussen und sich so selbst legitimieren und gegen Kritik immunisieren.

### Sprachen
Verschiedene Forschende schätzen diverse Sprachphänomene in Sprachen wie z. B. Englisch, Spanisch, Französisch und Deutsch aktuell als androzentristisch (und/oder sexistisch) ein. Hierbei werden z. B. das generische Maskulinum oder andere generisch maskuline Ausdrücke und der sogenannte „male-first-bias“ aufgeführt.
Wird ein Paar von Personen aufgezählt, von denen eine weiblich und eine männlich ist, wird die männliche Person meist zuerst genannt („male-first-bias“). Ebenso wird im üblichen Sprachgebrauch von Männern und Frauen, eher selten von Frauen und Männern gesprochen. Eine Studie aus dem Jahr 2005 zeigte, dass Menschen, die Sprachen sprechen, die von links nach rechts gelesen werden, die Kategorie „Mann“ oft auch links von der Kategorie „Frau“ platzieren. Zum androzentristischen Ursprung des Phänomens führt Ann Bodine in ihrer Fachpublikation von 1970 Zitate historischer Grammatiker an, wie etwa:

„the worthier is preferred and set before. As a man is sette before a woman (Wilson 1560: 234)“

Im Englischen werden die Wörter „man/he/him/his“ in bestimmten Kontexten für alle Menschen verwendet, beispielsweise im Satz „man is mortal“ oder im Ausdruck „mankind“. Solche Muster werden in englischsprachiger Fachliteratur als „generic male language“ oder „masculine generics“ bezeichnet.

Die American Psychological Association definierte masculine generics 1977 als sexistisch und die meisten Forschenden in der Psychologie im englischsprachigen Raum änderten ihre Sprache in den folgenden Jahren. Psychologische Forschung zeigte, dass masculine generics dazu führen können, dass Menschen eher an Männer als an Frauen denken, dass Menschen Männer als geeigneter für Berufe einschätzen als Frauen und dass Frauen sich ausgegrenzt fühlen. Außerdem wurden Korrelationen zwischen der Verwendung von masculine generics und einer sexistischen Gesinnung festgestellt.
Im Deutschen finden sich generisch maskuline Ausdrücke ebenfalls, wie etwa „Mannschaft“, „bemannte Raumfahrt“, „jedermann“, „an den Mann bringen“, „der kleine Mann“ etc. Das generische Maskulinum wird häufig genutzt, wenn über Gruppen von Personen mit unterschiedlichem Geschlecht oder eine einzelne Person mit unbestimmtem Geschlecht gesprochen wird. Nach grammatischen Regeln sind alle Personen unabhängig vom jeweiligen Sexus eingeschlossen, es handelt sich also grammatisch um eine neutrale Verwendung. Psychologische, psycho-linguistische und neurologische Studien kommen jedoch zu dem Ergebnis, dass das generische Maskulinum kognitiv häufig nicht als neutral wahrgenommen, sondern tendenziell eher mit Männern verknüpft wird.

Das Wort „Mensch“ ist eine Substantivierung von althochdeutsch „mennisc“, mittelhochdeutsch „mennisch“ für „mannhaft“ und wird auf einen indogermanischen Wortstamm zurückgeführt, in dem die Bedeutung „Mann“ und „Mensch“ in eins fiel – heute noch erhalten in „man“.

### Medien
Frauen sind in Filmen, Serien, Büchern, Zeitungsberichten und in der Musik unterrepräsentiert. Darüber hinaus werden Frauen – sofern sie auftauchen – häufig aus einer männlichen Perspektive heraus betrachtet und auch für ein männliches Publikum dargestellt. Wenn Männer in den Medien überrepräsentiert sind, kann dies dazu führen, dass sie als das vermeintlich bessere Beispiel für einen Menschen gesehen werden und somit androzentrisches Denken und Handeln gefördert wird.

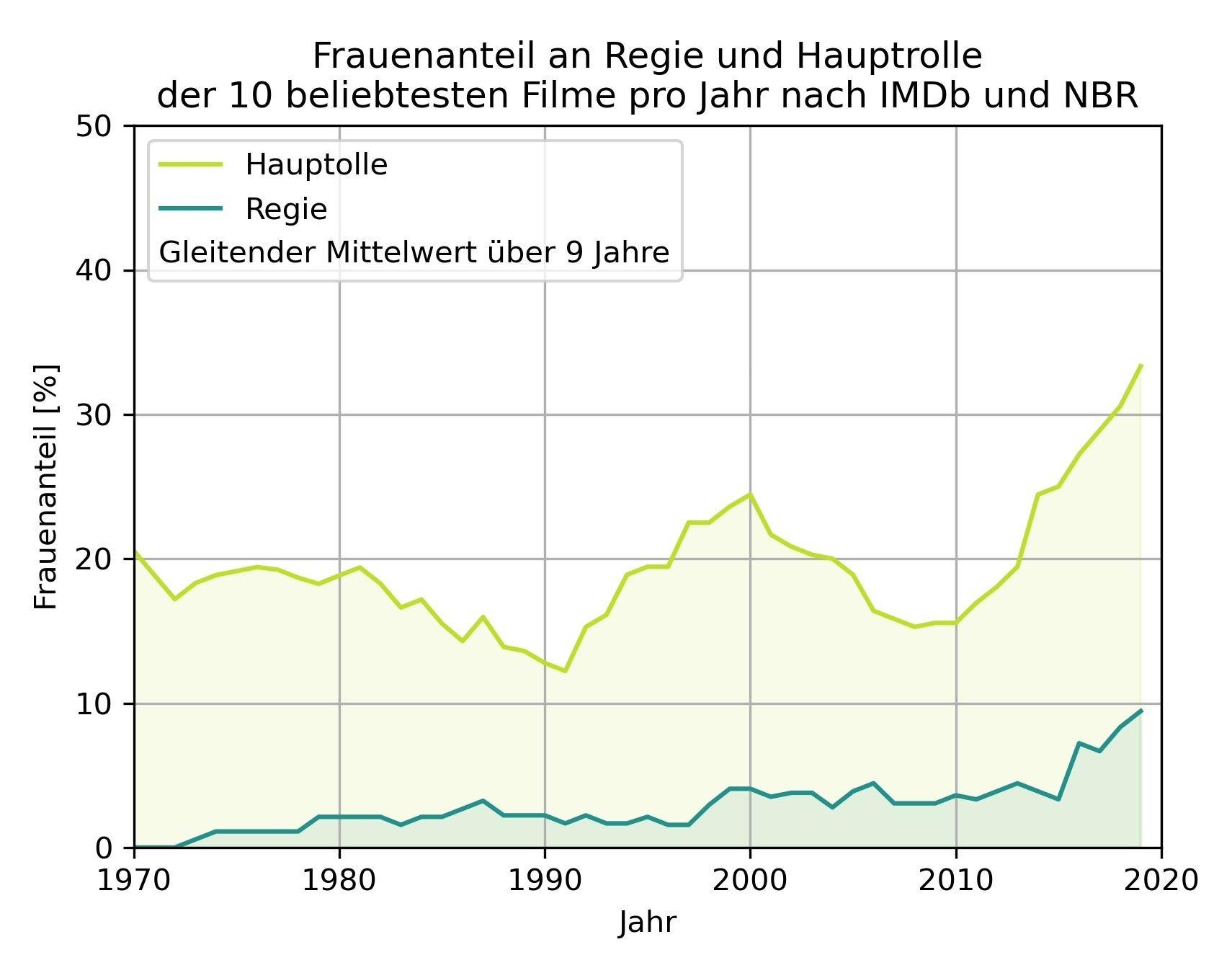
Gleitender Mittelwert über 9 Jahre des Frauenanteils an Regie und Hauptrolle in den 10 beliebtesten Filmen pro Jahr nach IMDb und NBR.

2007 lag der Männeranteil der sprechenden Rollen in Top-Filmen bei 70,1 % und sank bis 2016 nur um 1,5 % auf immer noch 68,6 %. 2021 zeigten 85 % der US-Filme mehr männliche als weibliche Charaktere, während nur bei 7 % mehr weibliche Figuren zu sehen waren. Zudem waren 65 % der Hauptfiguren männlich. Des Weiteren werden Filme, bei denen Männer Regie führen, tendenziell mit höheren Budgets ausgestattet als Filme von Regisseurinnen. Die Cartoon-Zeichnerin Alison Bechdel entwickelte einen scherzhaften Test, der die Stereotypisierung und Unterrepräsentation weiblicher Figuren in Spielfilmen verdeutlicht: den Bechdel-Test. Er stellt die drei einfachen Fragen: „Gibt es mindestens zwei Frauenrollen?“, „Sprechen sie miteinander?“ und „Unterhalten sie sich über etwas anderes als einen Mann?“. Bei 40 % der beliebtesten Filme von 2010 muss mindestens eine der Fragen mit nein beantwortet werden. Wendet man den Test auf männliche Charaktere an, bestehen ihn dagegen nur 5 % der Filme nicht.
Eine mit künstlicher Intelligenz durchgeführte Studie von 2022 fand in 2426 willkürlich ausgewählten nicht urheberrechtlich geschützten Büchern aus den Jahren 1800 bis 1950, dass 74 bis 78 % der darin vorkommenden Charaktere männlich sind. Wenn Frauen als Literaturschaffende tätig sind, werden sie seltener verlegt, rezensiert und mit Preisen versehen.
In der Musikbranche existiert ebenfalls eine Unterrepräsentation von Frauen. Bei 1000 zufällig ausgewählten populären Liedern von 2012 bis 2021 waren nur 21,8 % der auftretenden, nur 12,7 % der Song schreibenden und nur 2,8 % der produzierenden Menschen Frauen.